# Estoril Open 1997 - Qualificazioni doppio
Le qualificazioni del doppio  dell'Estoril Open 1997 sono state un torneo di tennis preliminare per accedere alla fase finale della manifestazione. I vincitori dell'ultimo turno sono entrati di diritto nel tabellone principale. In caso di ritiro di uno o più giocatori aventi diritto a questi sono subentrati i lucky loser, ossia i giocatori che hanno perso nell'ultimo turno ma che avevano una classifica più alta rispetto agli altri partecipanti che avevano comunque perso nel turno finale.
Le qualificazioni del doppio del torneo Estoril Open 1997 prevedevano 4 coppie partecipanti di cui una è entrata nel tabellone principale.

## Teste di serie
1. Marc-Kevin Goellner /  Lars Rehmann (ultimo turno)

1. Richard Fromberg /  Fabrice Santoro (Qualificati)

## Qualificati
1. Richard Fromberg  /   Fabrice Santoro

## Tabellone

### Legenda
| - Q = Qualificato - WC = Wild card - LL = Lucky loser | - ALT = Alternate - SE = Special Exempt - PR = Protected Ranking | - w/o = Walkover - r = Ritirato - d = Squalificato |

|  | Primo turno | Primo turno                        | Primo turno                      | Primo turno | Primo turno |  |  | Ultimo turno | Ultimo turno                     | Ultimo turno                     | Ultimo turno | Ultimo turno |  |
|  |             |                                    |                                  |             |             |  |  |              |                                  |                                  |              |              |  |
|  | 1           | Marc-Kevin Goellner Lars Rehmann   | 6                                | 3           | 7           |  |  |              |                                  |                                  |              |              |  |
|  |             | Alberto Berasategui Félix Mantilla | 2                                | 6           | 6           |  |  | 1            | Marc-Kevin Goellner Lars Rehmann | Marc-Kevin Goellner Lars Rehmann | 3            | 6            |  |
|  | 2           | Richard Fromberg Fabrice Santoro   | Richard Fromberg Fabrice Santoro | 6           | 6           |  |  | 2            | Richard Fromberg Fabrice Santoro | Richard Fromberg Fabrice Santoro | 6            | 7            |  |
|  |             | Nuno Almeida Andre Lopes           | Nuno Almeida Andre Lopes         | 2           | 0           |  |  |              |                                  |                                  |              |              |  |